# Hippotion scrofa
Espèce
Hippotion scrofa est une espèce de lépidoptères de la famille des Sphingidae, de la sous-famille des Macroglossinae, de la tribu des Macroglossini et du genre Hippotion. 

## Description
L' envergure est d'environ 70 mm. L'espèce ressemble à Hippotion brennus et Hippotion joiceyi mais il se distingue du premier par l'absence de points blancs appariés sur  la face ventral de l'abdomen et du second par l'absence d'une ligne médiane blanche dorsale sur le thorax.

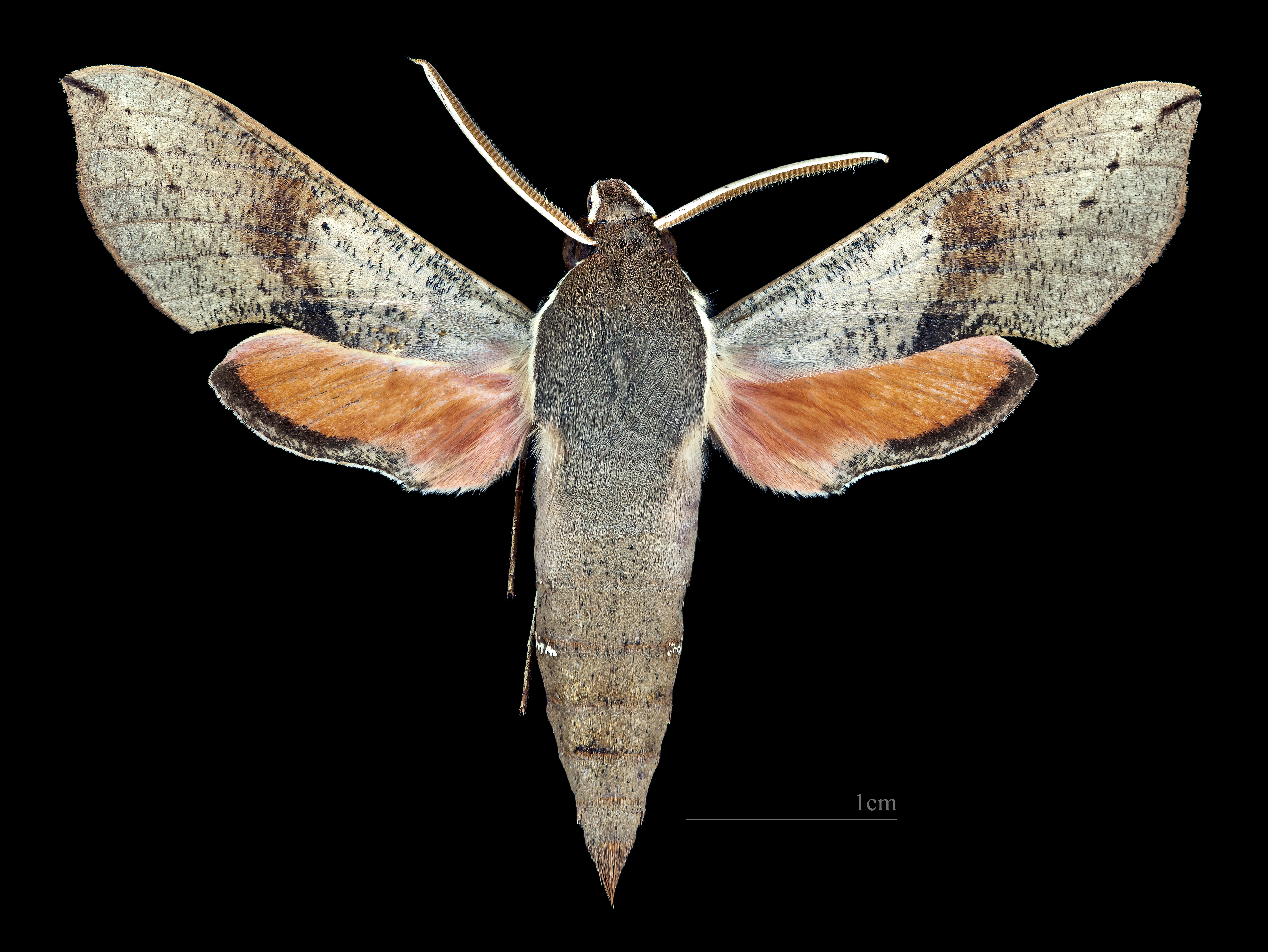
Hippotion scrofa Face dorsale du mâle (coll.MHNT)
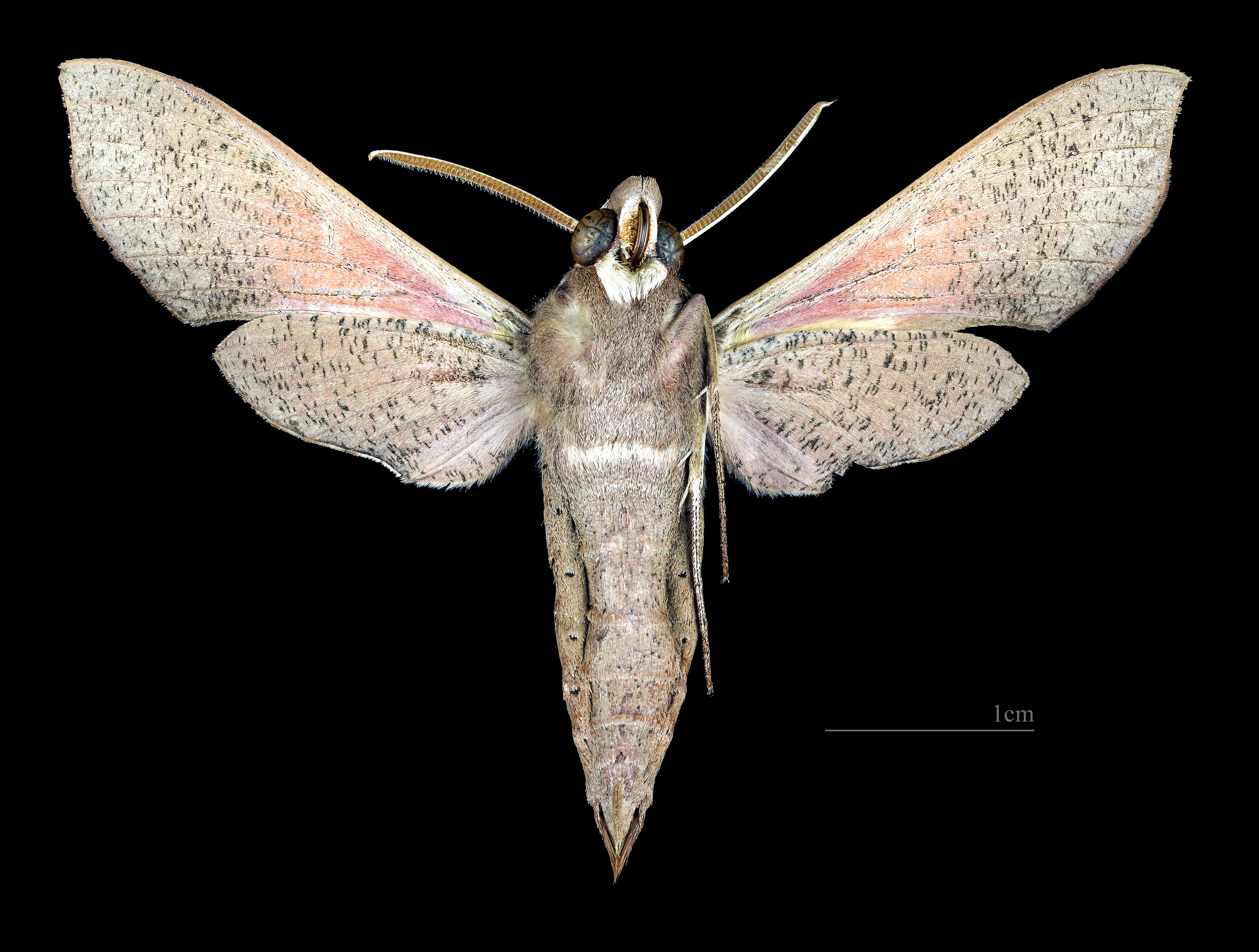
Hippotion scrofa Revers du mâle (coll.MHNT)
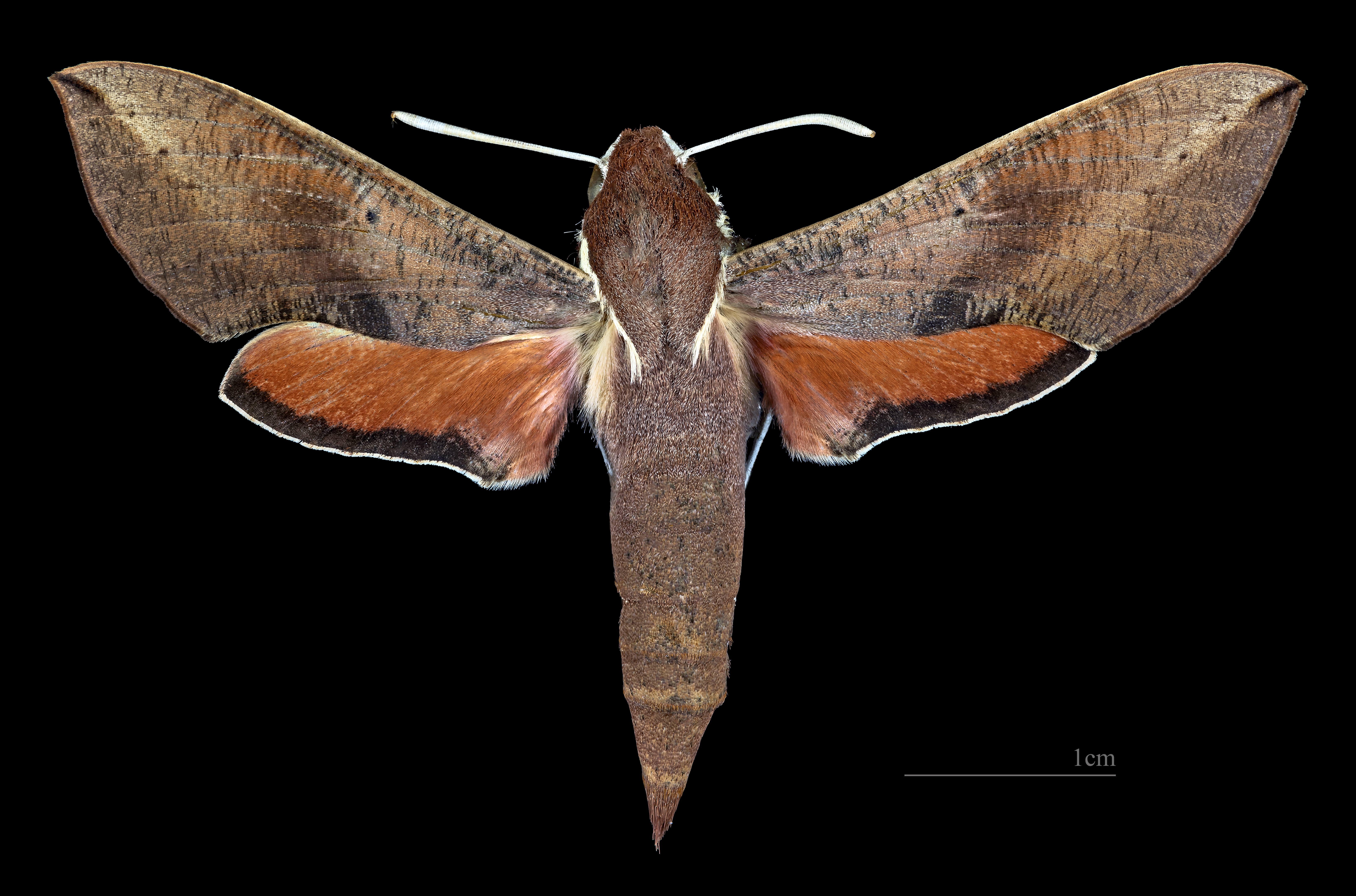
Hippotion scrofa Face dorsale de la femelle (coll.MHNT)
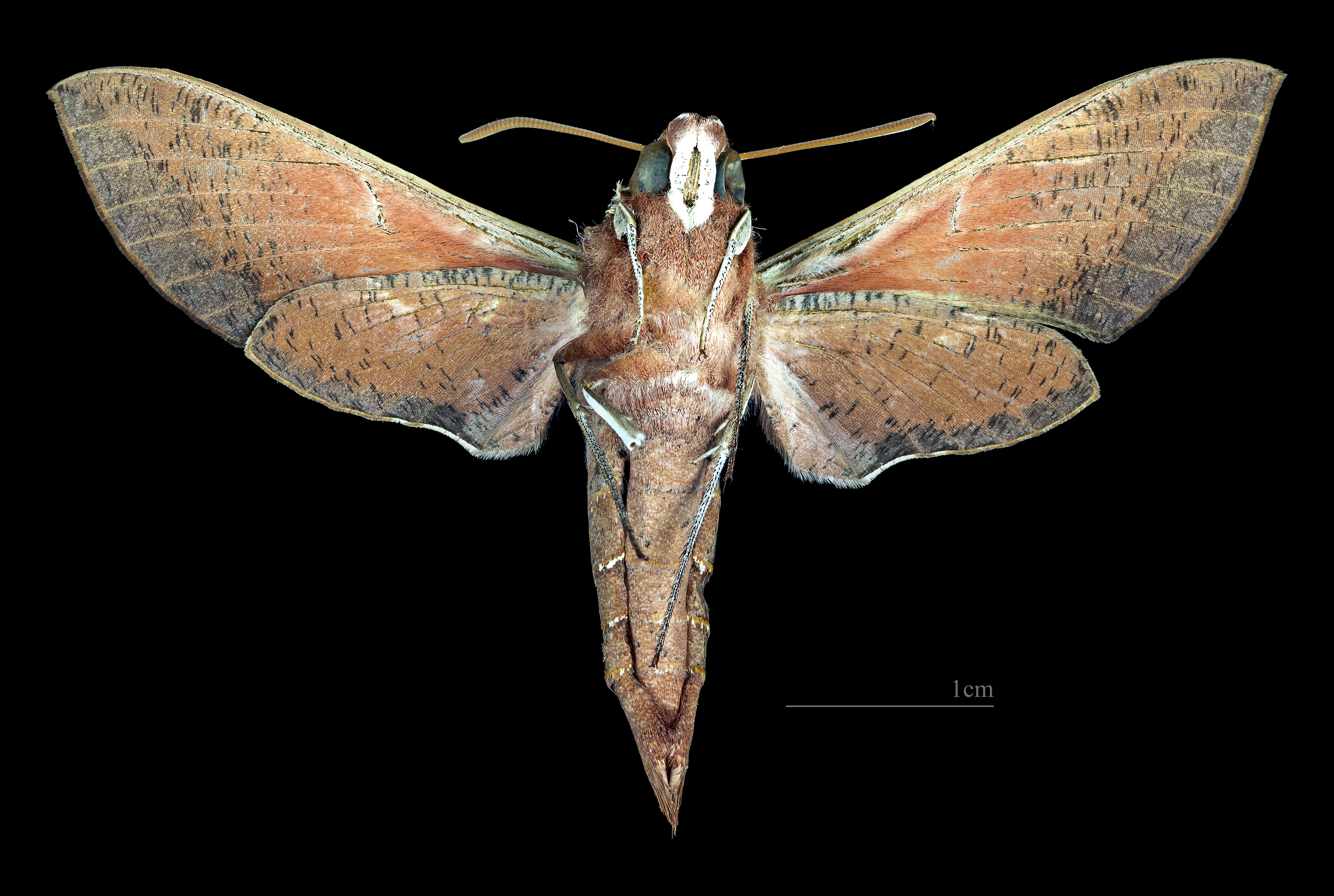
Hippotion scrofa Revers de la femelle (coll.MHNT)

## Répartition et habitat
L'espèce est connue en Australie (Queensland), en Nouvelle-Calédonie et au Vanuatu . Elle aurait été vue en polynésie française , plus précisément a Mooera .

## Biologie et écologie
- Plantes-hôtes pour la chenille :  Epilobium, Coprosma repens , Ipomoea et Fuchsia.

## Systématique
L'espèce Hippotion scrofa a été décrite par le naturaliste français Jean-Baptiste Alphonse Dechauffour de Boisduval en 1832, sous le nom initial de Deilephila scrofa.

### Synonymie
- Deilephila scrofa Boisduval, 1832 — protonyme
- Chaerocampa scrofa Walker, 1856
- Deilephila porcia Wallengren, 1860
- Chaerocampa bernardus Koch, 1865
- Chaerocampa ignea Butler, 1875